# 孫渡
孫 渡（そん と）は中華民国の軍人。雲南派・国民革命軍（国民政府）に属した。字は志舟。

## 事跡

### 雲南軍での台頭
陸良県の郷紳の家に生まれる。1915年（民国4年）、雲南陸軍講武堂歩兵科に入学する。1917年（民国6年）に卒業し、以後雲南軍で軍歴を重ねた。
1922年（民国11年）3月、雲南派指導者・唐継尭により直属の独立団団長に抜擢されている。その後、四川省、貴州省を転戦し、1924年（民国13年）に雲南省に戻る。以後、雲南煙酒公売総局局長、雲南省憲兵司令官を歴任した。
1927年（民国16年）2月、唐継尭が配下の竜雲ら4鎮守使の兵変により失脚に追い込まれる。6月には、竜とその他鎮守使との間で内戦が勃発した。孫渡は当初情勢を見守っていたが、7月より竜支持の旗幟を鮮明にし、竜による雲南統一に貢献している。この功績もあって、1929年（民国18年）に雲南省団務総局会弁に起用され、竜の側近として台頭することになった。

### 紅軍への対処
1930年（民国19年）5月、蔣介石を支持する竜雲の命により、孫渡は盧漢配下の国民革命軍第98師第3旅旅長に任命され、反蔣介石派の拠点・広西省に向けて出撃した。しかし、省会（省都）南寧を攻略できず、新広西派の反撃も受けたため、雲南軍は翌年2月までに撤退している。
翌月、孫渡は竜雲により雲南軍参謀長に抜擢された。そして竜に雲南軍の軍縮・再編（「廃師改旅」）を進言し、これを実行する。しかしそのやり方は極めて拙速で、盧漢ら師長たちの権限剥奪に加え、削減した兵士たちへの給与・糧食を全く保障しないものであった。そのため盧は、不満を抱いた他の師長や兵士の声に応じる形で竜に対して兵変を起こし、孫を上海へ追放したのである。結局、盧はまもなく竜に降伏したため、孫は雲南に引き返して参謀長の地位に返り咲いた。
1934年（民国23年）12月、紅軍が長征により貴州省に至る。このとき、竜雲が蔣介石から剿匪第2路軍総司令に、孫渡が第3縦隊司令にそれぞれ任ぜられ、紅軍を迎撃することになった。しかし孫は、蔣が雲南軍を紅軍との戦いで消耗させようとしている意図を抱いていることを見抜き、戦闘は限定的にして、紅軍を省外へ出させることを優先するよう竜に進言する。竜もこれを受け入れ、孫を第2路軍総指揮部行営主任として、事実上対策を一任した。孫はその期待に応え、紅軍とは何度か交戦しながらも、大規模な衝突は回避し、雲南軍の損害を最小限にとどめることに成功している。

### 日中戦争
日中戦争（抗日戦争）勃発後の1938年（民国27年）7月、竜雲は国民革命軍新編第58軍を組織し、孫渡を同軍軍長に任命した。孫率いる新編第58軍は湖北省に動員され、武漢会戦、崇陽会戦などを戦った。
翌年2月からは、江西省に転じ、引き続き日本軍と交戦している。同年9月からの第1次長沙会戦では、中国軍の側面支援に活躍した。これ以降も、孫渡は江西省を主戦場とし、第2次・第3次の長沙会戦や長衡会戦などに参加している。
1945年（民国34年）の初めに第1集団軍総司令に昇進し、安徽省安慶に駐屯した。これ以後、孫は竜雲・盧漢の統制からは離れ、蔣介石の直属となっていく。

### 国共内戦、晩年
日中戦争終結後、孫渡率いる第1集団軍は東北へ動員され、錦州に駐屯した。孫渡は第6兵団司令兼東北剿匪総司令として、国共内戦で中国人民解放軍と戦うことになる。
ところが、1945年10月に竜雲が蔣介石により武力で雲南省政府主席から罷免されたこと、さらに国民政府中央による地方軍差別待遇などもあって、雲南軍の士気は低調であった。そのため孫渡は、指揮下にあった高級士官や軍の相次ぐ逃亡・離反を防ぐことができなくなった。1948年（民国37年）2月には、孫は軍指揮権を剥奪され、熱河省政府主席に移されてしまう。この時期にはすでに人民解放軍が東北で優勢な状況にあり、熱河省政府は事実上ただの名義のみの存在でしかなく、何の実権も孫にはなかった。
1949年（民国38年）12月初頭に、孫渡は西南軍政長官公署副長官に任命され、雲南に戻った。ところが同月9日には雲南省政府主席盧漢が中国共産党への起義を宣言したため、孫は逃亡して昆明郊外に隠れ住む。しかし1952年、孫は当局により逮捕されてしまった。1959年、孫渡は大赦を受けて釈放され、以後は中国人民政治協商会議雲南省委員会の第2期・第3期委員をつとめている。
1967年4月、昆明にて病没。享年70（満69歳）。

## 注
1. ↑  楊光斗「孫渡」による。徐友春主編『民国人物大辞典 増訂版』は、1896年（光緒22年）としている。
2. ↑  楊同上による。徐同上は「第4期工兵科」とする。